# Оживална форма
Оживална форма (също така „оживало“, от на френски: ogive/augive – глава, стрелка/предвиждам, увеличавам) е обтекаема двуизмерна или триизмерна форма, което е между конус и елипсоид. Форма на островърха дъга или арка.
В заемка от руския език терминът „оживало“ се употребява обичайно за описване на формата на крилата на самолета, върховете на снарядите, куршумите, мушките и т.н., а също така понякога и в архитектурата.

## Характеристика на формата
Класическата оживална форма („оживало на Карман“) е образувана от дъгите на две окръжности (виж рисунката; в триизмерния случай се използва въртенето на тези дъги).
„Остротата“ на формата при това може да се характеризира като отношением на радиуса на окръжностите към максималния диаметър (калибър в случая на снаряд/куршум). Колкото по-голямо е това отношение, толкова по-„остро“ изглежда тялото. При куршумите това отношение обикновенно лежит в пределите от 4 до 10 (типичното е около 6); за снарядите достига до 16.
Куршщумът се нарича с форма тип „Спитцер“ (на английски Spitzer, от на немски: Spitzgeschoss, остър куршум), ако неговият край не е закръглен, а допирателната на образуващите оживалната форма дъги на окръжностите, в местата на стиковане с цилиндричната част на куршума, е паралелна на страните на цилиндъра.

## Употреба

### В аеродинамиката
Оживална форма се ползва за по-добра аеродинамика. Преди XIX век артилерийските снаряди и куршумите обикновено са били със сферична форма.
Предимства на оживалната форма пред други форми (конична и полусферична/елептична) са:
- намалено въздушно съпротивление и съответно увеличение на далечината на стрелба за снарядите/куршумите и ракетите;[5]
- намалено нагряване от триене на главата на балистичните ракети, крилата на самолетите и космическите кораби.

### В архитектурата
Характерна форма за арките в готическата архитектура.
Подобни форми имат арките в будистката и ислямската архитектура.